# 盧嘉會
盧嘉會（?—?），贵州黃平人，清朝政治人物，進士出身。
乾隆三十一年（1766年）丙戌科進士，二甲六十九名，后官黎平府教授。